# Atletismo nos Jogos Pan-Americanos de 2019 - 100 m com barreiras feminino
A competição dos 100 m com barreiras feminino foi um dos eventos do atletismo nos Jogos Pan-Americanos de 2019, em Lima, no Peru. A prova foi realizada entre os dias 7 e 8 de agosto.

## Calendário
Horário local (UTC-5).
| Data        | Horário | Fase      |
| ----------- | ------- | --------- |
| 7 de agosto | 15:00   | Semifinal |
| 8 de agosto | 16:45   | Final     |

## Medalhistas
| Ouro   | CRC Andrea Vargas   |
| Prata  | USA Chanel Brissett |
| Bronze | JAM Megan Simmonds  |

## Recordes
Recordes mundial e pan-americano antes da disputa dos Jogos Pan-Americanos de 2019.
| Tipo                             | Atleta          | Tempo | Local   | Data                |
| -------------------------------- | --------------- | ----- | ------- | ------------------- |
|                                  | Kendra Harrison | 12.20 | Londres | 22 de julho de 2016 |
| Recorde dos Jogos Pan-Americanos | Queen Harrison  | 12.52 | Toronto | 21 de julho de 2015 |

## Resultados

### Semifinal
Qualificação: Os 3 primeiros em cada bateria (Q) e os 2 mais rápidos (q) se classificaram para a final. Os resultados foram os seguintes: 
Vento: Bateria 1: +0,1 m / s, Bateria 2: +0,3 m / s
| Posição | Bateria | Atleta                  | Nacionalidade      | Tempo | Notas           |
| ------- | ------- | ----------------------- | ------------------ | ----- | --------------- |
| 1       | 1       | Andrea Vargas           | CRC Costa Rica     | 12.75 | Q,              |
| 2       | 1       | Sharika Nelvis          | USA Estados Unidos | 12.85 | Q               |
| 3       | 2       | Yanique Thompson        | JAM Jamaica        | 12.90 | Q               |
| 4       | 2       | Pedrya Seymour          | BAH Bahamas        | 12.94 | Q               |
| 5       | 2       | Vanessa Clerveaux       | HAI Haiti          | 12.99 | Q               |
| 6       | 2       | Chanel Brissett         | USA Estados Unidos | 13.08 | q               |
| 7       | 1       | Megan Simmonds          | JAM Jamaica        | 13.10 | Q               |
| 8       | 1       | Genesis Romero          | VEN Venezuela      | 13.18 | q               |
| 9       | 2       | Diana Bazalar           | PER Peru           | 13.25 | Recorde pessoal |
| 10      | 1       | Devynne Charlton        | BAH Bahamas        | 13.49 |                 |
| 11      | 1       | Maribel Caicedo         | ECU Equador        | 13.53 |                 |
| 12      | 1       | Keira Christie-Galloway | CAN Canadá         | 13.57 |                 |
| 13      | 2       | Yoveinny Mota           | VEN Venezuela      | 13.60 |                 |
| 14      | 1       | Jenea McCammon          | GUY Guiana         | DNF   |                 |
| 15      | 2       | Phylicia George         | CAN Canadá         | DNS   |                 |

### Final
Os resultados foram os seguintes:  
| Colocação         | Faixa | Atleta            | Nacionalidade      | Tempo | Notas |
| ----------------- | ----- | ----------------- | ------------------ | ----- | ----- |
| Medalha de ouro   | 4     | Andrea Vargas     | CRC Costa Rica     | 12.82 |       |
| Medalha de prata  | 2     | Chanel Brissett   | USA Estados Unidos | 12.99 |       |
| Medalha de bronze | 9     | Megan Simmonds    | JAM Jamaica        | 13.01 |       |
| 4                 | 6     | Yanique Thompson  | JAM Jamaica        | 13.11 |       |
| 5                 | 7     | Pedrya Seymour    | BAH Bahamas        | 13.12 |       |
| 6                 | 8     | Vanessa Clerveaux | HAI Haiti          | 13.17 |       |
| 7                 | 5     | Sharika Nelvis    | USA Estados Unidos | 13.23 |       |
| 8                 | 3     | Genesis Romero    | VEN Venezuela      | 13.44 |       |

Legenda
| Recorde mundial                  | Recorde mundial (World record)               |                       | Recorde africano                      | Recorde africano (African) |                                           | Q | Classificado por posição (Qualified) |
| Recorde dos Jogos Pan-Americanos | Recorde pan-americano (Pan-American record)  | Recorde da América    | Recorde da América (Americas)         | q                          | Classificado por melhor tempo (Qualified) |   |                                      |
| Melhor marca do ano              | Melhor marca do ano (World leading)          | Recorde asiático      | Recorde asiático (Asian)              | DNS                        | Não largou (Did not start)                |   |                                      |
| Recorde nacional                 | Recorde nacional (National record)           | Recorde europeu       | Recorde europeu (European)            | DNF                        | Não terminou (Did not finish)             |   |                                      |
| Recorde pessoal                  | Recorde pessoal do atleta (Personal best)    | Recorde da Oceania    | Recorde da Oceania (Oceania)          | DSQ / DQ                   | Desclassificado (Disqualified)            |   |                                      |
| Recorde da temporada             | Recorde da temporada do atleta (Season best) | Recorde sul-americano | Recorde sul-americano (South America) | NM                         | Sem marca (No mark)                       |   |                                      |